# ジャカ・イフベイシェ
- ジャカ・イフベイシェ
- ジャカ・イフベイシャ
- ヤカ・イフビーシャー

ジャカ・イフベイシェ（アラビア語: ياكا حبيشة、スロベニア語: Jaka Ihbeisheh、1986年8月29日 - ）は、スロベニアとパレスチナの元サッカー選手。元パレスチナ代表。現役時代のポジションはMF。
ジャカ・イフベイシャ、ヤカ・イフビーシャーなどの表記も見られる。

## 来歴
ユーゴスラビア社会主義共和国スロベニア社会主義共和国リュブリャナにパレスチナ人の父親とスロベニア人の母親の間に生まれた。その後分離独立したスロベニアで育ったが、3歳の時に両親が別居し、18年後にfacebookでラマッラーに住む父親と再会した。

## 代表歴
2014年12月13日に行われたウズベキスタン代表との親善試合でパレスチナ代表初出場。その後、AFCアジアカップ2015のメンバー入りを果たし、同国が初めて出場した同大会で、ヨルダン代表から唯一の得点を挙げ、代表初得点となった。